# Vikis
Vikis je jedno z ramen delty Němenu, levé rameno ramene delty Němenu Tiesioji (neplést s ramenem Tiesioji, levou odbočkou ramene Skirvytė). Pravé rameno Tiesioji je Rindos šaka. Odděluje ostrov (?) (vpravo) od ostrova Briedžių sala (vlevo). Voda v rameni Vikis teče směrem jihozápadním. Šířka tohoto ramene je kolem 60 m.

## Význam názvů
Tiesioji znamená litevsky přímá, Kiemo sala - ostrov dvorku, Briedžių sala - ostrov losů, Rindos šaka: šaka - zde rameno delty; Rinda - místní zeměpisný název (tedy odbočka Rindy), Vikis - název (nepřekládá se).

## Přítoky
Toto rameno nemá žádné přítoky.
| DELTA NĚMENU Atmata Atšakėlė Aukštumala Aukštumalos protaka Bevardis Bevardė Briedžių Dumblė Kadaginis Kiemo Kniaupas Krokų Lanka Kubilių Kurský záliv Leitė Minija Naikupė Pakalnė Palankys Záliv Prūsinė Purvalankis Ragininkų Rindos šaka Záliv Rindutė Rusnaitė Rusnė (Němen) Rusnė Senoji Skirvytė Skatulė Skirvytė (Severnaja) Šakutė Záliv Šilinė Šventos Elenos Šyša Šyškrantė Tiesioji Trušių Ulmas Uostadvaris Duobelė Upaitis Vidujinė Vikis Vilkinė Vilkinės Vito Vorusnė Voryčia Vytinė Vytinės Uostas Zingelinė |